# Euphyia perornata
Euphyia perornata là một loài bướm đêm trong họ Geometridae.